# Веселие
Веселие (болг. Веселие) — село в Болгарии. Находится в Бургасской области, входит в общину Приморско. Население составляет 872 человека.

## Политическая ситуация
В местном кметстве Веселие, в состав которого входит Веселие, должность кмета (старосты) исполняет Стойчо Стамов Карабинов (Политическое движение социал-демократов (ПДСД)) по результатам выборов.
Кмет (мэр) общины Приморско — Лиляна Стоянова Димова (Болгарская социалистическая партия (БСП)) по результатам выборов.